# Inchy
Inchy és un municipi francès, situat a la regió dels Alts de França, al departament del Nord. L'any 2006 tenia 454 habitants. Limita al nord amb Viesly i Briastre, a l'est amb Neuvilly, al sud amb Troisvilles i a l'oest amb Beaumont-en-Cambrésis.

## Demografia
| 1962                                       | 1968  | 1975  | 1982 | 1990 | 1999 | 2006 |
| ------------------------------------------ | ----- | ----- | ---- | ---- | ---- | ---- |
| 1.231                                      | 1.158 | 1.065 | 941  | 841  | 785  | 735  |
| Des de 1962: població sense dobles comptes |       |       |      |      |      |      |

## Administració
| Període   | Identitat             | Partit |
| --------- | --------------------- | ------ |
| 1957-1963 | Jean-Marie Laude      |        |
| 1963-1971 | Jean Lesage           |        |
| 1971-1983 | Marie Soisson         |        |
| 1983-2001 | Lucien Quennesson     |        |
| 2001-2007 | Michel Delsart        |        |
| 2007-     | Jean-Louis Caudrelier |        |